# Tinthiinae
Sous-famille
Synonymes
- Zenodoxinae MacKay, 1968

Les Tinthiinae sont une sous-famille de lépidoptères (papillons) de la famille des Sesiidae. Elle comprend 3 tribus, 25 genres et 155 espèces. Les Sesiidae contiennent une autre sous-famille, les Sesiinae, comprenant 1298 espèces.

## Liste des tribus et genres
Selon Dr Franz Pühringer et Dr Axel Kallies :
Tribu Paraglosseciini Gorbunov & Eitschberger, 1990 (13 espèces)
- Oligophlebia Hampson 1893 (8 espèces)
- Isothamnis Meyrick 1935 (1 espèce)
- Cyanophlebia Arita & Gorbunov 2001 (1 espèce)
- Lophocnema Turner 1917 (1 espèce)
- Diapyra Turner 1917 (1 espèce)
- Micrecia Hampson 1919 (1 espèce)

Tribu Pennisetiini Naumann 1971 (12 espèces)
- Pennisetia Dehne 1850 (11 espèces)
- Corematosetia Kallies & Arita 2001 (1 espèce)

Tribu Tinthiini Le Cerf 1917 (115 espèces)
- Microsphecia Bartel 1912 (2 espèces)
- Tinthia Walker 1865 (6 espèces)
- Sophona Walker 1856 (26 espèces)
- Zenodoxus Grote & Robinson 1868 (7 espèces)
- Conopsia Strand 1913 (5 espèces)
- Paranthrenopsis Le Cerf 1911 (6 espèces)
- Entrichella Bryk 1947 (15 espèces)
- Negotinthia Gorbunov 2001 (2 espèces)
- Trichocerota Hampson 1893 (16 espèces)
- Paradoxecia Hampson 1919 (13 espèces)
- Rectala Bryk 1947 (2 espèces)
- Ceratocorema Hampson 1893 (7 espèces)
- Caudicornia Bryk 1947 (5 espèces)
- Bidentotinthia Arita & Gorbunov 2003 (1 espèce)
- Tarsotinthia Arita & Gorbunov 2003 (1 espèce)
- Tyrictaca Walker 1862 (1 espèce)